# In the Hand of Dante
In the Hand of Dante es una próxima película dramática estadounidense-italiana, escrita y dirigida por Julian Schnabel, basada en la novela del mismo nombre de Nick Tosches. Está protagonizada por Oscar Isaac. Martin Scorsese se desempeña como productor ejecutivo.

## Reparto
- Franco Nero
- Louis Cancelmi
- Al Pacino
- John Malkovich
- Oscar Isaac
- Jason Momoa
- Gerard Butler
- Gal Gadot
- Sabrina Impacciatore
- Fortunato Cerlino
- Lorenzo Zurzolo
- Claudio Santamaria
- Guido Caprino
- Paolo Bonacelli
- Dora Romano
- Martin Scorsese
- Howard Thomas Ray

## Producción
En diciembre de 2008, se anunció que la productora de Johnny Depp, Infinitum Nihil, había adquirido los derechos de In the Hand of Dante de Nick Tosches, y que Depp tenía las intenciones de protagonizar y producir un filme basado en la novela. En julio de 2011, se anunció que Julian Schnabel iba a ser el director. En septiembre de 2023, Oscar Isaac se unió al elenco de la película, reemplazando a Depp.
En octubre de 2023, se anunció que Jason Momoa, Gerard Butler y Gal Gadot se habían unido al elenco, con Martin Scorsese como productor ejecutivo. En noviembre de 2023, se anunció que Al Pacino, John Malkovich, Louis Cancelmi, Sabrina Impacciatore, Franco Nero, Claudio Santamaria, Guido Caprino, Paolo Bonacelli y Dora Romano formaban parte del reparto. En febrero de 2024, se reportó que Scorsese también iba a interpretar un papel.
La filmación comenzó en octubre de 2023 en Italia.